# Crush the Castle
Crush the Castle (укр. Знищення Замку) — це фізична флеш-гра, розроблена компанією Armor Games. Flash-версія була випущена 28 квітня 2009 року, а версії для iPhone та iPod Touch — 19 січня 2010 року. Відома своєю «метальною» ігровою механікою, яка вплинула на популярну мобільну гру Angry Birds, мета Crush the Castle — вбити всіх мешканців різних замків, використовуючи требушет для метання великих каменів або бомб. Продовження, Crush the Castle 2, має схожий ігровий процес, але з новими картами та бонусами.

## Ігоровий Процес
Мета гри — вбити всіх мешканців різних замків, використовуючи требушет для кидання великих каменів або бомб. Гравці також можуть створювати та руйнувати власні проекти замків.

### Crush the Castle 2
Crush the Castle 2 схожа на Crush the Castle, але з новими картами, новими бонусами та оновленим конструктором рівнів. Нові предмети для стрільби з требушета — грецький вогонь, крижані гранати, банки з електричними вуграми та таємнича фіолетова колба, яка створює маленьку чорну діру. Крім того, елементи конструктора можуть розпадатися.

## Розробка
Розробники посилаються на гру Castle Clout, випущену 4 жовтня 2008 року Ліамом Боумерсом, як на джерело свого натхнення. Armor Games звернулася до Боумерса з проханням і отримала дозвіл на використання його ідей для розробки Crush the Castle.

## Оцінка
Джеффрі Хейнс з IGN назвав гру «напрочуд глибокою та цікавою для такої простої основи». Джастін МакЕлрой з Joystiq заявив: «Це проста механіка, але важко заперечувати, що вона приносить задоволення». Стівен Грінвелл з GameZebo оцінив гру на 2/5 зірок, зазначивши, що її «легко взяти в руки і грати», але вона має «дуже повторюваний геймплей» і «тьмяні візуальні ефекти і звуки». Леві Б'юкенен з IGN оцінив її на 7/10, зазначивши: «Якщо вам подобаються фізичні головоломки, то це дійсно одна з найкращих». Брайан Креенте (Brian Crecente) з Kotaku сказав: «Я дуже полюбив Crush the Castle». Крістофер Хайд з Gamasutra включив Crush the Castle до списку «99 найкращих безкоштовних ігор 2009 року».